# Escudo del Imperio austríaco

El escudo del Imperio austríaco (desde 1815).

El escudo de armas del Imperio austríaco fue creado en el año 1815, finalizado el Congreso de Viena. 
Fue adoptado por el primer emperador de Austria, Francisco I, que también fue el último emperador Sacro-Romano con el nombre de Francisco II. El imperio fue abolido en la reorganización napoleónica de Alemania en 1806 y para mantener su título imperial Francisco II elevó a Austria de la categoría de archiducado a la de imperio, cambiando su ordinal.
Este escudo tiene su antecedente en las armas que habían utilizado los emperadores del Sacro Imperio Romano, entre ellos el propio Francisco. El águila como símbolo del emperador, se comenzó a utilizar a comienzos del siglo XII por Federico I Barbarroja. En un primer momento el águila contaba únicamente con una cabeza, a partir de 1433, por influencia bizantina, comenzó a figurar un águila bicéfala en la heráldica de los emperadores. Durante el siglo XV también se comenzó a situar los blasones dinásticos (con frecuencia simplificados) de cada emperador sobre el pecho del águila. Conviene recordar que en el Sacro Imperio la dignidad imperial no era hereditaria, su titular era elegido en el seno del Colegio de los Príncipes Electores, aunque desde mediados del siglo XV todos los emperadores (con la única excepción de Carlos VII) pertenecieron a la Casa de Habsburgo. 

Francisco I decidió utilizar un escudo de armas como emperador austríaco finalizada la reorganización europea, fruto del famoso congreso celebrado en la ciudad de Viena a raíz de la derrota de Napoleón Bonaparte. 

Versión abreviada del escudo de Francisco II en 1804, dos años antes de la desaparición del Sacro Imperio.

En este escudo figuraba un águila bicéfala, representada  de sable y explayada, negra y con las alas extendidas. Sobre el pecho del águila figuran las armas del Archiducado de Austria (situadas en el centro), el antiguo blasón de la dinastía (Condado de Habsburgo) - un león rampante de gules en un campo de oro - y del Ducado de Lorena - una banda heráldica cargada con tres águilas de plata – ya que la emperatriz María Teresa se había casado con Francisco de Lorena. El escudo situado sobre el pecho del águila se encontraba rodeado del collar de la Orden del Toisón de Oro, en versiones posteriores se incorporarían también otras órdenes dinásticas destacando la banda de la Orden Militar de María Teresa y los collares de las órdenes de San Esteban y de Leopoldo.
Las dos cabezas del águila se encontraban coronadas con las habituales coronas reales heráldicas, cerradas con ocho diademas (cinco a la vista). El águila sostenía en su garra derecha una espada y el cetro de Austria y con la izquierda el orbe o mundo.
 En el timbre heráldico figuraba la Corona Imperial Austríaca, creada para Rodolfo II, que sigue el esquema habitual de las representaciones heráldicas de una corona imperial.
Este escudo fue muy semejante a una versión simplificada de las armas que había utilizado Francisco I (II) como emperador Sacro-Romano. En estas armas figuraba el blasón de Austria sobre el pecho del águila bicéfala en un campo de oro y que a su vez figuraba sobre el pecho del águila bicéfala (repetida) y rodeado por los collares de las principales órdenes dinásticas. Como curiosidad puede señalarse que el escudo interior se encontraba timbrado con la representación heráldica habitual desde el siglo XVI de la corona imperial y en el timbre exterior aparecía representada la corona del Sacro Imperio, que no era reproducida con frecuencia en las armerías de los emperadores Sacro-Romanos. 

## Imperio austrohúngaro

El escudo mediano de la parte austríaca del Imperio (desde 1867 a 1915).

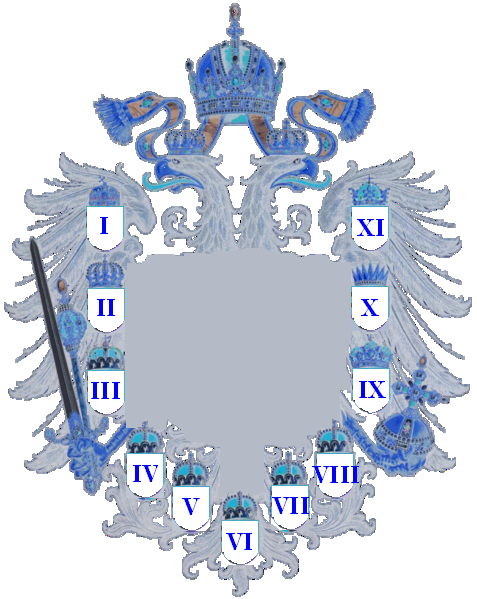
Numeración

En 1867 se creó el Imperio austrohúngaro en virtud del compromiso homónimo por el que se reconoció al Reino de Hungría como una entidad equiparada a Austria dentro del Imperio, a partir de aquel momento, austrohúngaro. En el Reino de Hungría, se comenzó a utilizar un escudo en el que figuraban los blasones de los territorios integrados en Transleitania, la parte húngara, con las figuras de dos ángeles como tenantes o soportes del escudo y timbrado con la Corona de San Esteban. Los blasones que figuraron en este escudo simbolizaron los siguientes territorios: 
- Reino de Dalmacia
- Reino de Croacia (Habsburgo)
- Reino de Eslavonia
- Gran Principado de Transilvania
- Estado de Bosnia y Herzegovina (desde 1915)
- Ciudad de Rijeka
- Reino de Hungría

En Cisleithania, la parte austríaca, se continuó utilizando el escudo del Imperio de 1815 pero con los blasones de diversos territorios integrados en el imperio que se situaron rodeando el escudo central y de las órdenes. Paradójicamente, algunos de estos blasones correspondían a territorios integrados en la parte húngara. Este escudo, el empleado con más frecuencia hasta 1915, fue conocido como el escudo mediano. Se mantuvo el escudo de 1815 como escudo pequeño, es decir la versión más simplificada. 
| I                               | II                             | III                            | IV                                         | V                                          |
| ------------------------------- | ------------------------------ | ------------------------------ | ------------------------------------------ | ------------------------------------------ |
|                                 |                                |                                |                                            |                                            |
| Reino de Hungría                | Reino de Galitzia y Lodomeria  | Archiducado de Baja Austria    | Ducado de Salzburgo                        | Ducado de Estiria                          |
| VI                              | VII                            | VII                            | VIII                                       | VIII                                       |
|                                 |                                |                                |                                            |                                            |
| Ducado del Tirol                | Ducados de Carintia y Carniola | Ducados de Carintia y Carniola | Margraviato de Moravia y Ducado de Silesia | Margraviato de Moravia y Ducado de Silesia |
| IX                              | X                              | XI                             |                                            |                                            |
|                                 |                                |                                |                                            |                                            |
| Gran Principado de Transilvania | Reino de Iliria                | Reino de Bohemia               |                                            |                                            |

### Las versiones de 1915

Composición aparecida en 1915 que reunió los escudos de los focos austríaco y húngaro, conocida como Escudo grande.

En 1915, en plena I Guerra Mundial, se adoptó una composición heráldica que unió el escudo que se empleaba en la parte húngara, también conocida como Tierras de la Corona de San Esteban, con una nueva versión del escudo mediano de la parte austríaca, los Países Austríacos. En este último, las armas de los diferentes territorios del Imperio (se añadió la heráldica de algunos territorios no representados en la versión anterior y se retiró el blasón húngaro) aparecían reunidas en el escudo situado sobre el águila bicéfala junto al blasón austríaco, colocado sobre el todo en escusón. El águila se encontraba dentro de un escudo con un campo de oro. Este último escudo era sostenido por dos grifos y estaba rematado por la Corona Imperial Austríaca (anteriormente estos elementos solamente se incluían en el escudo grande). El  escudo pequeño también se modificó, figurando únicamente el blasón austríaco y retirándose el collar de la orden del Toisón de Oro.
En la composición heráldica que reunió los escudos de los dos focos del imperio, se incorporaron las figuras de un grifo como soporte (por Cisleithania) y de un ángel como tenante (por Transleitania). En la parte central figuró un tercer escudo, de pequeño tamaño, con los blasones propios de la dinastía (Habsburgo, Austria y Lorena). Este pequeño escudo se encontraba timbrado con una corona real y rodeado del collar de la Orden del Toisón de oro. Debajo de este escudo central también aparecían representados la banda de la Orden Militar de María Teresa y los collares de las órdenes de San Esteban y de Leopoldo. En la parte inferior podía leerse el lema "INDIVISIBILITER AC INSEPARABILITER" ("Indivisibles e Inseparables"). Existieron otras versiones simplificadas en la que no aparecían representadas las figuras de los soportes y los blasones de los dos focos se reducían a las armas de los escusones, el blasón austríaco (sobre el pecho del águila bicéfala) y el húngaro (con las armas de Croacia en la punta).
| Países Austríacos |                                                                         | |
| Escudo            | Partición                                                               | Territorio |
|                   | I II III IV V VI VII VIII IX X XI XII XIII XIV XV XVI XVII XVIII XIX XX | Reino de Galitzia y Lodomeria Reino de Bohemia Reino de Dalmacia Ducado de Silesia Ducado de Salzburgo Margraviato de Moravia Ducado del Tirol Ducado de Bucovina Estado de Vorarlberg Margraviato de Istria Condado de Gorizia Condado de Gradisca Estado de Bosnia y Herzegovina (Conjunto) Ciudad Libre de Trieste Archiducado de Baja Austria Archiducado de Alta Austria Ducado de Estiria Ducado de Carniola Ducado de Carintia Archiducado de Austria |

| Tierras de la Corona de San Esteban |                      | |
| Escudo                              | Partición            | Territorio |
|                                     | I II III IV V VI VII | Reino de Dalmacia (Perteneciente a Cisleitania) Reino de Croacia Reino de Eslavonia Gran Principado de Transilvania Estado de Bosnia y Herzegovina (Conjunto) Ciudad de Fiume Reino de Hungría |

| Escudo dinástico |           |                                                              |
| Escudo           | Partición | Significado                                                  |
|                  | I II III  | Condado de Habsburgo Archiducado de Austria Ducado de Lorena |

### Galería
|                                                               |                                                                    | |
| Escudo de las Tierras de la Corona de San Esteban (1867-1915) | Escudo de las Tierras de la Corona de San Esteban (1915-1918)      | Escudo mediano usado en Cisleithania, los territorios austríacos. (1915-1918)                      |
|                                                               |                                                                    | |
| Escudo pequeño usado en Cisleithania (1915-1918)              | Escudo grande de Francisco José, con su lema personal. (1848-1916) | Versión simplificada con los escusones de las armas de las Partes Austríaca y Húngara. (1915-1918) |